# Bobby Boyd
Robert Dean „Bobby“ Boyd (* 3. Dezember 1937 in Garland, Texas; † 28. August 2017, ebenda) war ein US-amerikanischer American-Football-Spieler. Er spielte für die Baltimore Colts in der National Football League (NFL).

## Spielerlaufbahn

### Collegekarriere
Bobby Boyd besuchte in seiner Geburtsstadt die High School und spielte dort American Football und Basketball. Nach seinem Schulabschluss studierte Boyd an der University of Oklahoma und spielte für deren Footballmannschaft, den Oklahoma Sooners, American Football. Er wurde dabei in seinem letzten Jahr am College als Quarterback eingesetzt, nachdem er zuvor als Runningback spielte. In den Jahren 1958 und 1959 konnte Boyd mit seinem Team jeweils in den Orange Bowl einziehen. Seine Mannschaft gewann beide Spiele. Nach der Saison 1959 wurde Boyd zum Liga-Auswahlspieler gewählt.

### Profikarriere
Im Jahr 1960 wurde Boyd von den Baltimore Colts in der zehnten Runde an 119. Stelle gedraftet. Die Colts waren der amtierende NFL Meister und wurden von Weeb Ewbank trainiert. Sie unterschrieben mit Boyd einen Vertrag, der ihm ein Jahresgehalt von 9.000 US-Dollar zusicherte. 1.700 US-Dollar wurden ihm als Handgeld ausbezahlt.

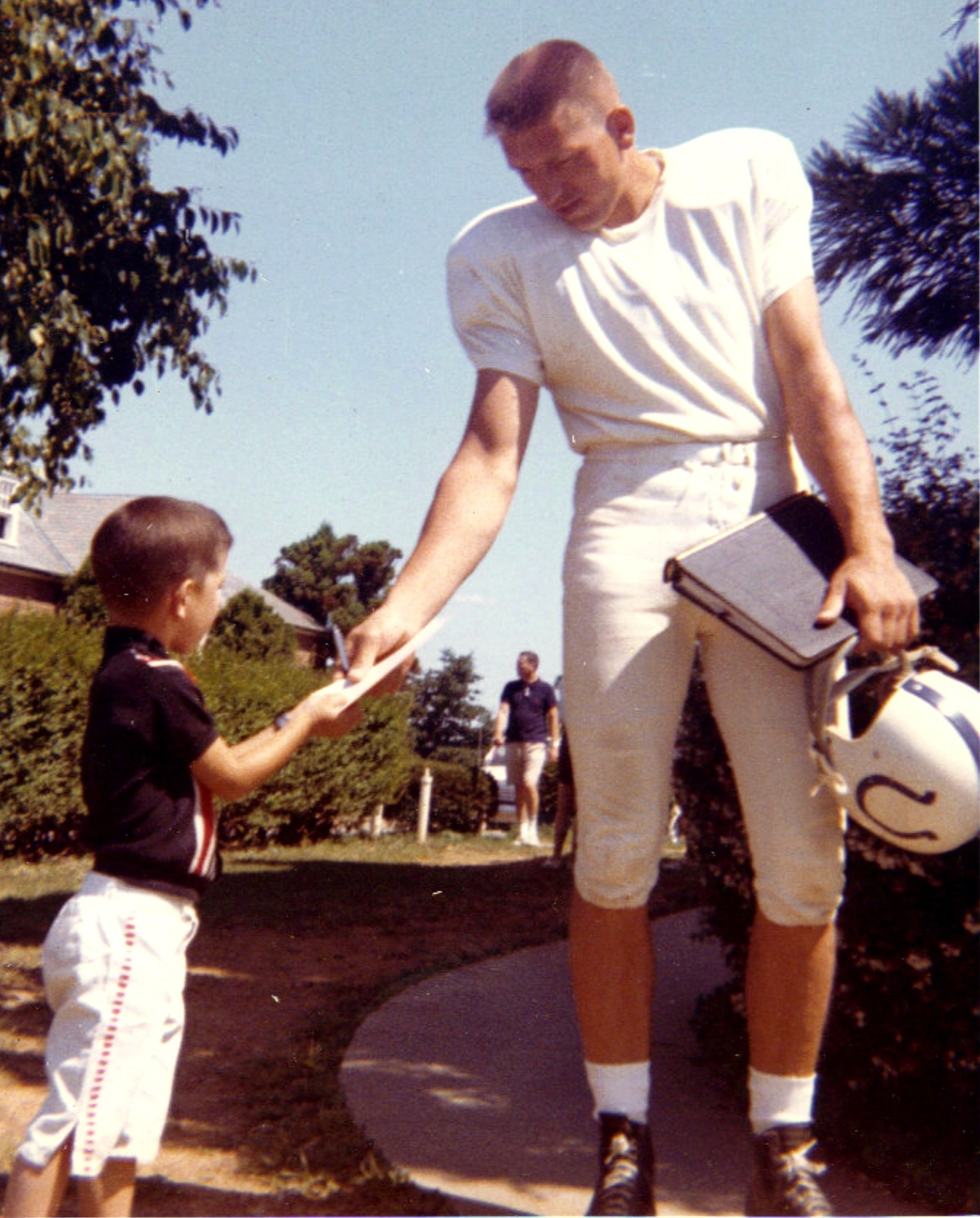
Johnny Unitas

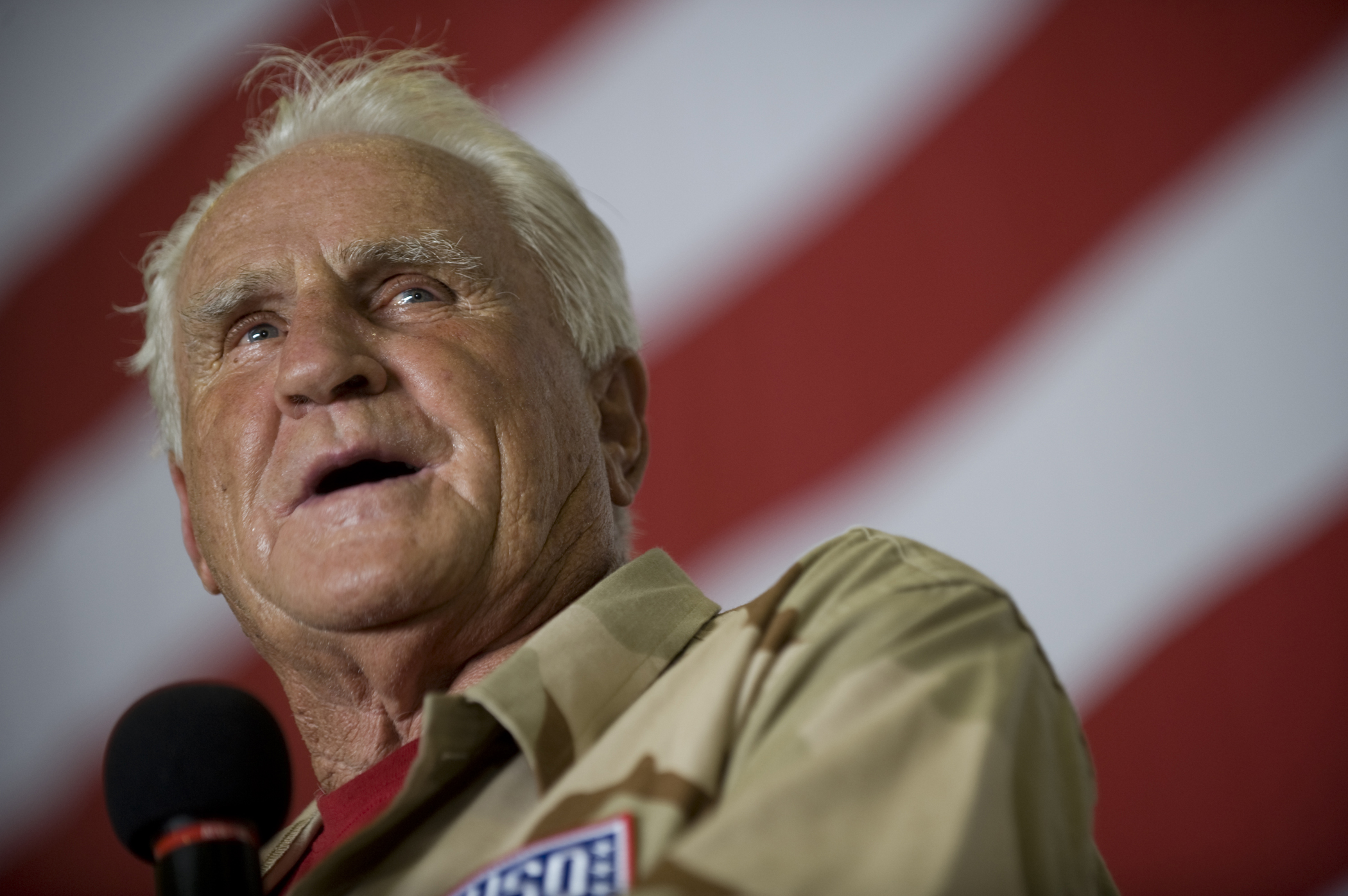
Don Shula

Quarterback der Colts war Johnny Unitas – einer der besten Spielmacher der NFL-Geschichte. Boyd wurde von den Colts daher bereits in seinem Rookiespieljahr als Cornerback eingesetzt. Er rechtfertigte das Vertrauen seines Trainers und konnte in seinem ersten Jahr sieben Interceptions erzielen und diese zu einem Raumgewinn von 132 Yards verwerten. Ewbank gelang es bis 1962 nicht, die Colts aus dem Mittelfeld der Tabelle heraus wieder zu einer Meisterschaft zu führen, er wurde daher 1963 durch Don Shula ersetzt. 1964 konnte Boyd mit seinem Team das erste Mal in das NFL-Endspiel einziehen, wo man sich allerdings den Cleveland Browns mit 0:27 geschlagen geben musste. 1968 zogen die Colts mit Boyd nochmals in das Endspiel ein. Erneut waren die Browns der Gegner und diesmal konnten sich die Colts mit 34:0 durchsetzen. Der Sieg brachte auch den Einzug in das AFL-NFL Championship Game, das später in Super Bowl umbenannt wurde, mit. Allerdings verlor man den Super Bowl III gegen die von Ewbank trainierten New York Jets mit 7:16. Auch Boyd konnte nicht verhindern, dass der Quarterback der Jets Joe Namath immer wieder seine Wide Receiver entscheidend in Szene setzen konnte. Nach dieser Saison beendete Boyd seine Spielerlaufbahn.
Mit 57 erzielten Interceptions ist Boyd der Rekordhalter der Colts. 1964 erzielte er mit 185 Yards Raumgewinn den NFL-Jahresrekord. Im Jahr 1965 waren seine neun Interceptions Jahresbestleistung in der NFL. Mit 57 erzielten Interceptions während einer Laufbahn ist Boyd der Rekordhalter der Colts.

## Trainerlaufbahn
1969 wurde Boyd Assistenztrainer der Colts. Im Jahr 1970 gelang den Colts der Einzug in den Super Bowl V. Gegner waren die von Tom Landry trainierten Dallas Cowboys, die sich dann auch mit 16:13 geschlagen geben mussten.

## Nach der NFL-Laufbahn
Nach seiner Trainerlaufbahn im Jahr 1972 arbeitete Boyd beim Fernsehen und übertrug High-School-Spiele aus seiner Heimatregion. Er war verheiratet, hatte drei Kinder und lebte in seiner Geburtsstadt, wo er mit einem ehemaligen Mitspieler der Sooners, ein Geschäft für Sportpokale und -Trophäen betrieb. Bobby Boyd fand in Garland auf dem Garland Memorial Park seine letzte Ruhestätte.

## Ehrungen
Bobby Boyd spielte zweimal im Pro Bowl, dem Abschlussspiel der besten Spieler einer Saison. Er wurde fünfmal zum All Pro gewählt und ist Mitglied im NFL 1960s All-Decade Team. Boyd ist Mitglied in der Garland Sports Hall of Fame.